# Душенькевическая волость

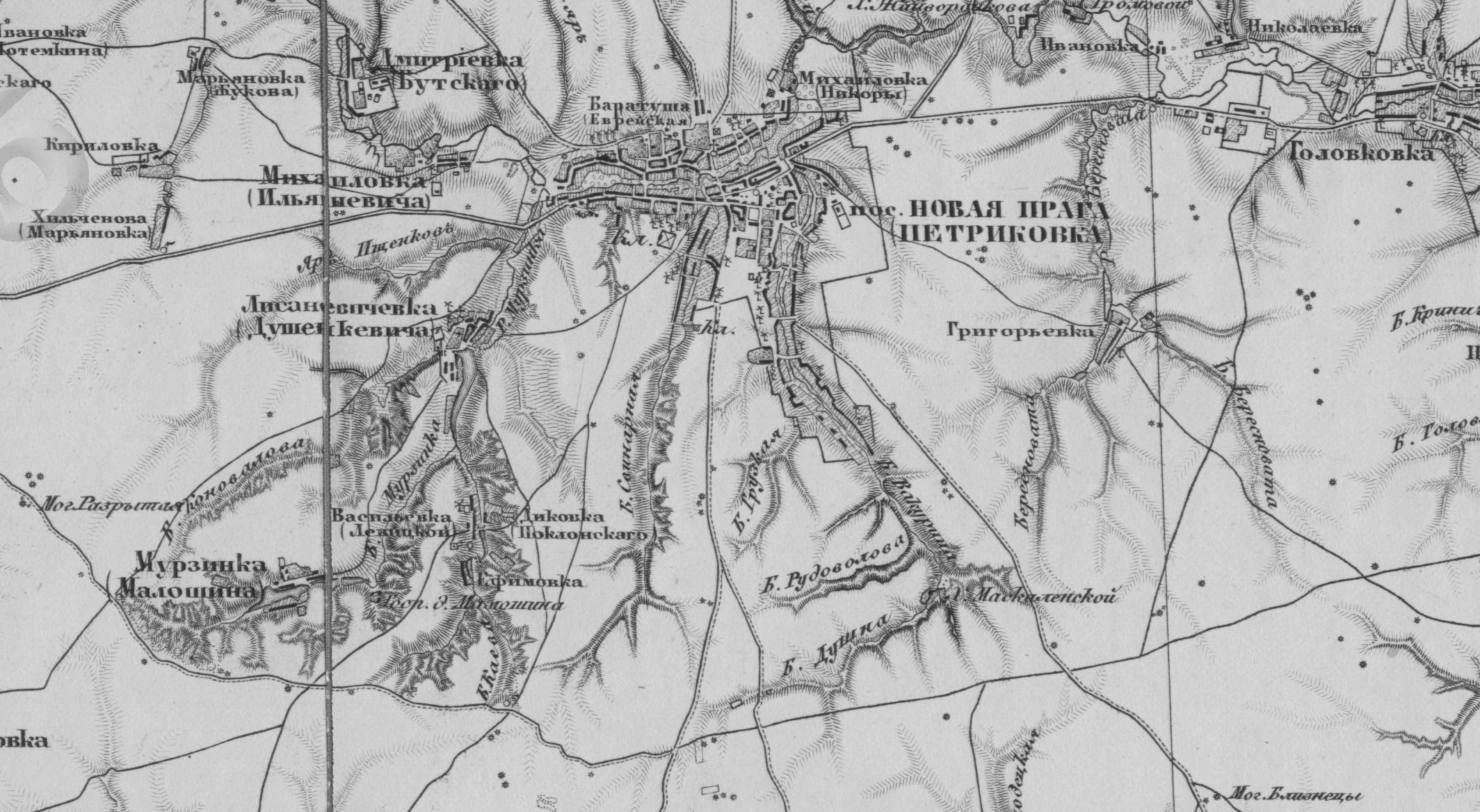
Лисаневичевка (Душенкевича) и окрестности на трёхверстовой карте Шуберта

Душенькевическая волость — административно-территориальная единица Александрийского уезда Херсонской губернии.
По состоянию на 1886 год состояла из 13 поселений, 13 сельских общин. Население 1254 человека (635 мужского пола и 619 женского), 239 дворовых хозяйств.
| Собственность  | Площадь (в т. ч. пахотной) |
| -------------- | -------------------------- |
| Сельских общин | 1557 (1388)                |
| Частная        | 9200 (4729)                |
| Казённая       | 1290 (620)                 |
| Другая         | 78 (33)                    |
| Всего          | 12 125 (6770)              |

Самое большое поселение:
- Душенькевичево[2] (Лисаневичевка, Душенкевича) — село на реке Вершино-Мурзинка в 23 верстах от уездного города, 263 человека, 51 двор, православная церковь. За 5 вёрст — железнодорожная станция.